# RFL Championship 1932-33
El Championship de 1932-33 fue la 38.º edición del torneo de rugby league más importante de Inglaterra.

## Formato
Los equipos se enfrentaron en formato de todos contra todos, los primeros cuatro equipos clasificaron a postemporada.
Se otorgaron 2 puntos por cada victoria, 1 por el empate y 0 por la derrota.

## Desarrollo

### Tabla de posiciones
| Pos. | Equipo               | Encuentros | Encuentros | Encuentros | Encuentros | Tantos | Tantos | Puntos |
| Pos. | Equipo               | PJ         | PG         | PE         | PP         | F      | C      | Puntos |
| ---- | -------------------- | ---------- | ---------- | ---------- | ---------- | ------ | ------ | ------ |
| 1    | Salford Red Devils   | 38         | 31         | 2          | 5          | 751    | 165    | 64     |
| 2    | Swinton Lions        | 38         | 26         | 2          | 10         | 412    | 247    | 54     |
| 3    | York FC              | 38         | 24         | 4          | 10         | 571    | 273    | 52     |
| 4    | Wigan Warriors       | 38         | 25         | 2          | 11         | 717    | 411    | 52     |
| 5    | Warrington Wolves    | 38         | 26         | 0          | 12         | 625    | 426    | 52     |
| 6    | [Barrow Raiders      | 38         | 24         | 2          | 12         | 508    | 332    | 50     |
| 7    | Hunslet FC           | 38         | 23         | 0          | 15         | 529    | 365    | 46     |
| 8    | Castleford Tigers    | 38         | 21         | 4          | 13         | 403    | 326    | 46     |
| 9    | Huddersfield Giants  | 38         | 21         | 0          | 17         | 504    | 333    | 42     |
| 10   | Leeds Rhinos         | 38         | 20         | 2          | 16         | 544    | 423    | 42     |
| 11   | St Helens RFC        | 38         | 20         | 2          | 16         | 554    | 494    | 42     |
| 12   | Widnes Vikings       | 38         | 19         | 2          | 17         | 446    | 406    | 40     |
| 13   | Broughton Rangers    | 38         | 18         | 4          | 16         | 289    | 322    | 40     |
| 14   | Oldham RLFC          | 38         | 19         | 1          | 18         | 438    | 464    | 39     |
| 15   | Rochdale Hornets     | 38         | 19         | 1          | 18         | 497    | 533    | 39     |
| 16   | St Helens Recs       | 38         | 16         | 4          | 18         | 419    | 416    | 36     |
| 17   | Keighley Cougars     | 38         | 16         | 3          | 19         | 418    | 428    | 35     |
| 18   | Hull FC              | 38         | 16         | 2          | 20         | 467    | 460    | 34     |
| 19   | Wakefield Trinity    | 38         | 15         | 4          | 19         | 370    | 483    | 34     |
| 20   | Halifax RLFC         | 38         | 16         | 1          | 21         | 434    | 392    | 33     |
| 21   | Hull Kingston Rovers | 38         | 15         | 0          | 23         | 383    | 490    | 30     |
| 22   | Bradford Northern    | 38         | 14         | 2          | 22         | 377    | 587    | 30     |
| 23   | Leigh Centurions     | 38         | 15         | 0          | 23         | 364    | 610    | 30     |
| 24   | Dewsbury Rams        | 38         | 14         | 0          | 24         | 361    | 503    | 28     |
| 25   | Batley Bulldogs      | 38         | 12         | 1          | 25         | 293    | 450    | 25     |
| 26   | Featherstone Rovers  | 38         | 8          | 2          | 28         | 302    | 594    | 18     |
| 27   | Liverpool Stanley    | 38         | 8          | 2          | 28         | 240    | 734    | 18     |
| 28   | Bramley RLFC         | 38         | 6          | 1          | 31         | 219    | 768    | 13     |

|  | Clasificados a postemporada. |

### Postemporada

#### Semifinal
| 22 de abril de 1933 | Salford Red Devils | 14 - 2 | Wigan Warriors |  |  |

| 22 de abril de 1933 | Swinton Lions | 11 - 4 | York FC |  |  |

#### Final
| 29 de abril de 1933 | Salford Red Devils | 15 - 5 | Swinton Lions | Central Park, Wigan |  |

| Bandera de Inglaterra      |
| Campeón Salford Red Devils |
| Segundo título             |